# 迷你窩
迷你窩（Miniworld）是一個位於台灣的中文部落格服務站臺，由慧邦科技創站於2006年，是一個免費的部落格服務，註冊後即可擁有無限的部落格空間，並包含部落格寵物的遊戲成份。
2006年9月資策會創新應用服務研究所出版的學術性研究報告《Web2.0》一書（ISBN 9575813480）中，選定miniworld迷你窩為現階段Web 2.0大中華區十大Social Network社群類網站中的首選網站。並在2008年3月號的《數位時代》雜誌中，獲選為台灣百大網站中「最有吸引力服務」一項評比中第三名。
由於熱度日增，現在除了一般網友使用之外，也有如國內五月天、張韶涵等知名樂團或偶像藝人選擇將其官方部落格建置於迷你窩。
2016年7月，站方在首頁公告訊息，將於2016年7月15日(五)正式結束服務。

## 提供功能
- 網誌：迷你窩提供無上限的空間。
- 網路相冊：迷你窩提供無上限的網路相簿功能，可以單張或多張相片上傳，以及自動連續播放等功能。
- 留言板：每人都有自己的網路留言板。
- 個人名片：記載基本資料及最近發表之相簿網誌摘要。
- 個人管理：除了基本的網誌管理功能外，還可查詢自己在過去去了那些人家拜訪、有那些人來自己家拜訪、有那些人留言，幫自己記住和其他人的互動足跡。
- 部落格寵物：也就是網誌寵物，每一位使用者可以選擇一隻代表自己的寵物。如兔子、獅子、刺蝟、貓、鳥等等。每隻寵物可以透過飼養過程改變大小與顏色。當主人離線的時候，寵物會留守家中並隨機與他人打招呼言語。當主人在線時，寵物會跟隨主人一同到達當時拜訪的場景，如別人的部落格。
- 即時聊天工具：透過下畫面下方即可即時聊天，並可從「迷你地圖」可到達地圖頁面以進入公眾空間。公眾空間提供若干不同的服務，以及聊天認識新朋友的機會。
- 部落寵外嵌：迷你窩提供外嵌 flash 的功能，可以將自己的首頁外嵌在任意的網頁上。外嵌的畫面同步於迷你窩，若此時有其他使用者進入講話，在外嵌的畫面上也會同時看到。
- 圖鈴下載：迷你窩於2007年2月初提供手機圖鈴下載，並於該月即進入Yahoo!手機圖鈴下載排行前十名。更於三月登上Yahoo!手機圖鈴下載排行第一名。[3]

## 相關連結
- 迷你窩
- 迷你窩俱樂部 MiniClub
- 迷你窩副站─迷你故事
- 新聞: 對抗全球暖化，迷你窩可愛動物也瘋狂！

## 延伸閱讀
- 書名: Blog超有型、酷裝潢一書（ISBN 9574423743）　第一章 迷你窩部落格寵物介紹　博碩文化出版
- 書名: Web2.0 資策會創新應用服務研究所出版 （页面存档备份，存于）
- 書名: Blog部落格外掛特搜（ISBN 9789575279837）　第二章 寵物篇介紹　博碩文化出版